# Tupistra longispica
Tupistra longispica là một loài thực vật có hoa trong họ Măng tây. Loài này được Y.Wan & X.H.Lu miêu tả khoa học đầu tiên năm 1984.